# Emakumeen Nafarroako Klasikoa 2022
La CEmakumeen Nafarroako Klasikoa 2022 (en euskera: Clásica Navarra Femenina 2022) fue la cuarta y hasta la fecha última edición de esta carrera ciclista femenina. Se realizó el 10 de mayo de 2022. Formó parte del Calendario UCI Femenino 2022 como Pro. 1 y la ganó la australiana Sarah Gigante.

## Participantes
| Equipo continental- Colombia Tierra de Atletas-GW Bicicletas translation for headoftableIII_translate index 58 not found (7)- Team BikeExchange-Jayco - EF Education-TIBCO-SVB - Human Powered Health - Liv Racing Xstra - Movistar Team - Roland Cogeas-Edelweiss Squad - UAE Team ADQ UCI Women's continental teams (3)- Arkéa Pro Cycling Team - Bizkaia-Durango - Stade Rochelais Charente-Maritime Equipos femeninos de ciclismo amateur (2)- Vipeq-La Vaca Purpura - Zaaf Unknown team category (8)- Bepink - Eneicat-RBH - Farto-BTC - Laboral Kutxa-Fundacion Euskadi - Massi Tactic - Río Miera-Cantabria Deporte - Sopela - Valcar-Travel & Service |
| |

## Clasificación general
| \| Clasificación general \| Clasificación general \| Clasificación general \| Clasificación general \| Clasificación general \| \| Ciclista \| Ciclista \| Equipo \| Tiempo \| \| \| --------------------- \| ----------------------- \| ----------------------- \| --------------------- \| --------------------- \| \| 1.ª \| Sarah Gigante \| Movistar Team \| 4 h 05 min 26 s \| \| \| 2.ª \| Veronica Ewers \| EF Education-TIBCO-SVB \| + 2 min 31 s \| \| \| 3.ª \| Paula Patiño \| Movistar Team \| + 2 min 31 s \| \| \| 4.ª \| Kristen Faulkner \| Team BikeExchange-Jayco \| + 2 min 32 s \| \| \| 5.ª \| Mavi García \| UAE Team ADQ \| + 3 min 52 s \| \| \| 6.ª \| Ane Santesteban \| Team BikeExchange-Jayco \| + 4 min 08 s \| \| \| 7.ª \| Kristabel Doebel-Hickok \| EF Education-TIBCO-SVB \| + 4 min 11 s \| \| \| 8.ª \| Urška Žigart \| Team BikeExchange-Jayco \| + 4 min 23 s \| \| \| 9.ª \| Ruby Roseman-Gannon \| Team BikeExchange-Jayco \| + 4 min 29 s \| \| \| 10.ª \| Kathrin Hammes \| EF Education-TIBCO-SVB \| + 4 min 29 s \| \| |                         |                         |                 |
| |                         |                         |                 |
| |                         |                         |                 |
| Clasificación general |                         |                         |                 |
| Ciclista | Ciclista                | Equipo                  | Tiempo          |
| 1.ª | Sarah Gigante           | Movistar Team           | 4 h 05 min 26 s |
| 2.ª | Veronica Ewers          | EF Education-TIBCO-SVB  | + 2 min 31 s    |
| 3.ª | Paula Patiño            | Movistar Team           | + 2 min 31 s    |
| 4.ª | Kristen Faulkner        | Team BikeExchange-Jayco | + 2 min 32 s    |
| 5.ª | Mavi García             | UAE Team ADQ            | + 3 min 52 s    |
| 6.ª | Ane Santesteban         | Team BikeExchange-Jayco | + 4 min 08 s    |
| 7.ª | Kristabel Doebel-Hickok | EF Education-TIBCO-SVB  | + 4 min 11 s    |
| 8.ª | Urška Žigart            | Team BikeExchange-Jayco | + 4 min 23 s    |
| 9.ª | Ruby Roseman-Gannon     | Team BikeExchange-Jayco | + 4 min 29 s    |
| 10.ª | Kathrin Hammes          | EF Education-TIBCO-SVB  | + 4 min 29 s    |